# البعث (منبج)
البعث بلدة سوريّة تتبع إداريّاً لمحافظة حلب منطقة منبج ناحية مسكنة، بلغ تعداد سكانها 1,509 نسمة حسب التعداد السكاني لعام 2004.